# Côte d'Opale
Pour les articles homonymes, voir Côte d'Opale (ferry) et Opale (homonymie).

Carte topographique de la Côte d'Opale et de la baie de Somme.

La Côte d'Opale est la partie du littoral nord-ouest de la France métropolitaine située au nord de la côte picarde, en face des falaises du sud-est de l'Angleterre, bordant la Manche et la mer du Nord.

## Origine et variantes de la dénomination
Édouard Lévêque, peintre, écrivain et botaniste touquettois, est l'inventeur de l'appellation « Côte d'Opale » en février 1911. Par ce choronyme, il nommait ainsi le littoral entre Le Crotoy (en baie de Somme) et Équihen-Plage (dans le Boulonnais), en hommage à sa lumière si particulière et changeante. De toutes les appellations proposées, c'est la seule qui a subsisté et qui a fait de la station balnéaire du Touquet-Paris-Plage la « perle de la Côte d'Opale ». Par la suite et encore aujourd'hui, cette appellation est utilisée pour désigner l'ensemble du littoral du département du Pas-de-Calais, voire celui du département du Nord.
Les limites de la Côte d'Opale sont un peu floues. Pour certains, elle regroupe uniquement les villes du littoral (ou proches du littoral) alors que, pour d'autres, elle couvre une surface beaucoup plus importante, comportant des villes situées jusqu'à 50 km des côtes comme Saint-Omer, Hazebrouck ou Aire-sur-la-Lys. Plus précisément, dans le respect de l'orthotypographie,[source insuffisante], on appellerait « côte d'Opale » (en minuscule et sans trait d'union) l'espace géographique abritant les villes du littoral, et « Côte-d'Opale » (avec une majuscule au début et un trait d'union, comme pour les toponymes administratifs) le syndicat mixte qui devient le pôle métropolitain Côte d'Opale (PMCO), rassemblant les 920 000 habitants de 354 communes[réf. souhaitée] entre les départements du Pas-de-Calais et du Nord.
On appelle « Dunes de Flandres » (ou « Côte des Dunes de Flandres ») la zone littorale située dans le département du Nord, autour de Dunkerque. Souvent assimilée à une partie de la « Côte d'Opale », notamment par des organismes de promotion et des opérateurs touristiques, son appartenance à cette appellation est alors de pure convenance. Les Dunes de Flandres et la Côte d'Opale proprement dite présentent des différences historiques, culturelles, géographiques, gastronomiques et linguistiques.

## Géographie

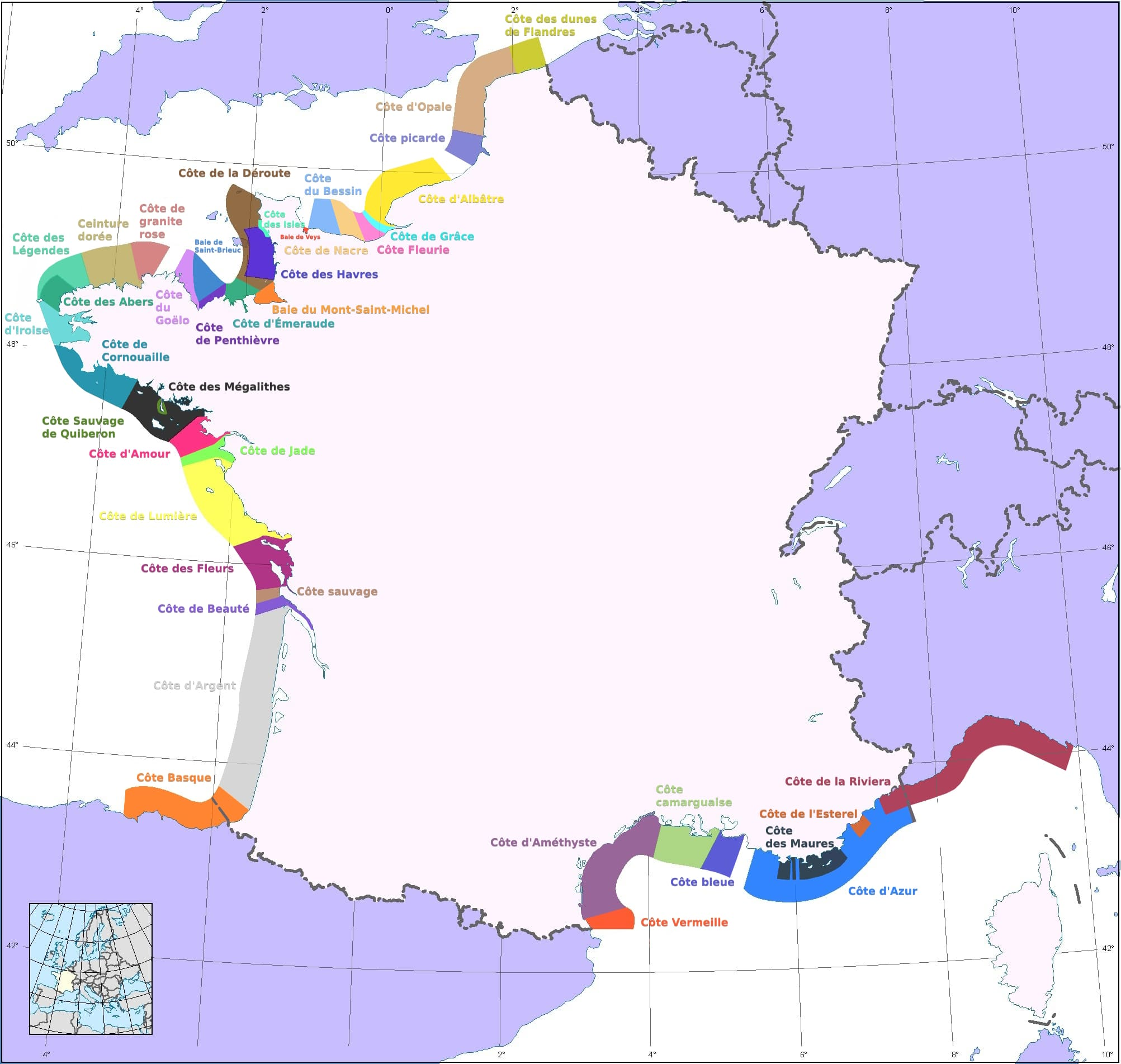
Carte des appellations touristiques des côtes de France.

La Côte d'Opale englobe le littoral des arrondissements de Calais, de Boulogne-sur-Mer et de Montreuil, soit 90 km de côtes entre l'estuaire de l'Aa (au niveau de Gravelines) et la baie d'Authie (au niveau de Berck), voire par extension le littoral de l'arrondissement de Dunkerque lorsque l'on assimile les « Dunes de Flandres » à la côte d'Opale.
Les grandes villes sont Calais (ville de 75 000 habitants et aire urbaine de 125 000 habitants) et Boulogne-sur-Mer (ville de 45 000 habitants et aire urbaine de 135 000 habitants). Dunkerque (ville de 90 000 habitants et aire urbaine de 250 000 habitants) est quant à elle située sur la « Côte des Dunes de Flandres » . Du fait de sa position centrale parmi les principales plages et sites touristiques de la région, Boulogne-sur-Mer est considérée par certains comme la « capitale de la Côte d'Opale »,. Calais, quant à elle, fait figure de « porte d'entrée » grâce à sa position majeure pour rejoindre le Royaume-Uni.

## Géologie, reliefs et paysages
La Côte d'Opale réunit des paysages variés de plages, dunes, marais, estuaires, falaises et milieux intérieurs.
Le relief est très vallonné par endroits, contrastant avec les très faibles reliefs des Dunes de Flandres et de la côte belge. Il est marqué par la présence de deux grandes falaises situées entre Calais et Boulogne : le cap Blanc-Nez, culminant à 132 m, et le cap Gris-Nez, atteignant 50 m. Ce dernier est le point du littoral français le plus proche de l'Angleterre.
Le relief laisse place à des plages de sable fin, interrompues par la réserve naturelle nationale de la baie de Canche et la baie d'Authie.
Les « dunes et estuaire d'Opale » sont une des grandes entités paysagères retenues par l'Atlas régional des paysages de 2008.

## Environnement et écologie

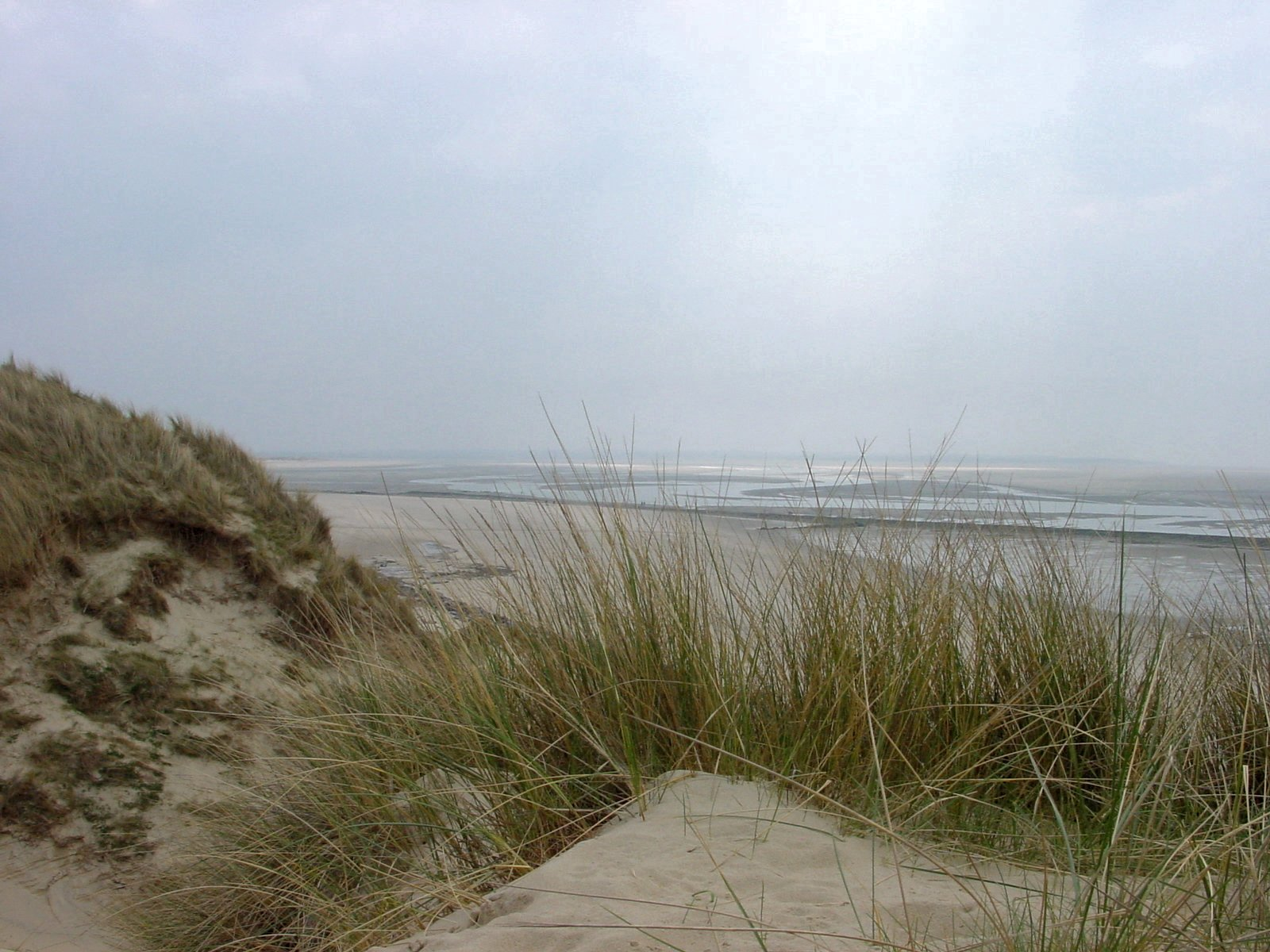
Dunes et plage près du Touquet, entre la Canche et l'Authie.

L'environnement marin de cette partie de la France est caractérisé par une mer très turbide et à fort courant, avec des marées et zones intertidales importantes. Il abrite une importante biodiversité.
Les macroalgues sont rares sur les fonds sableux et vaseux, mais elles sont localement abondantes sur les fonds rocheux et certaines épaves. Comme partout en France, l'Institut français de recherche pour l'exploitation de la mer (Ifremer) note une régression des grandes algues, et même des fucacées pourtant considérées comme particulièrement résistantes. Cela est pour partie et localement dû à une collecte excessive de fucus pour décorer les étals de poissonniers ou les paniers d'huîtres, mais d'autres raisons sont à trouver, car cette régression semble générale (résidus de pesticides, d'antifoolings ? phytopathogènes, dérèglement climatique ?...).
Côté terrestre, les dunes, les falaises, les estuaires et les marais arrière-littoraux offrent une grande richesse de paysages et d'habitats naturels, en partie plus ou moins protégés grâce au Conservatoire du littoral, aux Conservatoires d'espaces naturels et à d'autres acteurs et outils de restauration, protection et gestion des milieux naturels relictuels.
La montée de la mer, l'urbanisation et la fragmentation écologique par les routes, la pollution lumineuse, la pollution d'origine urbaine, routière, agricole, portuaire et industrielle conjuguent leurs effets dégradants pour les milieux. Une dynamique de GIZC (Gestion intégrée des zones côtières) est expérimentée sur ce littoral. La côte d'Opale est un corridor de migration aviaire de première importance pour l'Europe et la zone paléarctique nord occidentale couverte par un accord international, l'accord sur la conservation des oiseaux d'eau migrateurs d'Afrique-Eurasie (AEWA). Les grenailles de plomb sont depuis peu[Quand ?] interdites dans les cartouches pour les tirs effectués dans les zones humides, ce qui devrait peu à peu diminuer le nombre d'oiseaux victimes de saturnisme aviaire.

## Climat
La Côte d'Opale est sous un climat océanique marqué. Les amplitudes thermiques sont faibles, les hivers sont doux et les étés frais. Les jours de gelée et de neige sont peu nombreux. Le territoire est fortement soumis aux vents pendant toute l'année, ce qui rend le temps très changeant. Entre les différentes villes de la côte, on peut parfois observer des disparités dues à l'orientation de la mer et donc des vents dominants (ouest entre Berck et les Deux Caps, nord entre les Deux Caps et la frontière belge).

## Économie
L'agglomération de Dunkerque est très urbaine et industrielle. Le grand port maritime de Dunkerque est aujourd'hui le 3e port de commerce de France, derrière les ports de Marseille et du Havre.
Le sud de la Côte d'Opale est principalement rural et agricole. Son économie est davantage liée au tourisme, avec néanmoins des places urbaines et portuaires importantes. Le port de Boulogne-sur-Mer est le premier port de pêche de France mais aussi un important port de commerce. Quant à Calais, il est le principal port d'Europe continentale pour les échanges avec le Royaume-Uni.

## Tourisme

### Stations balnéaires

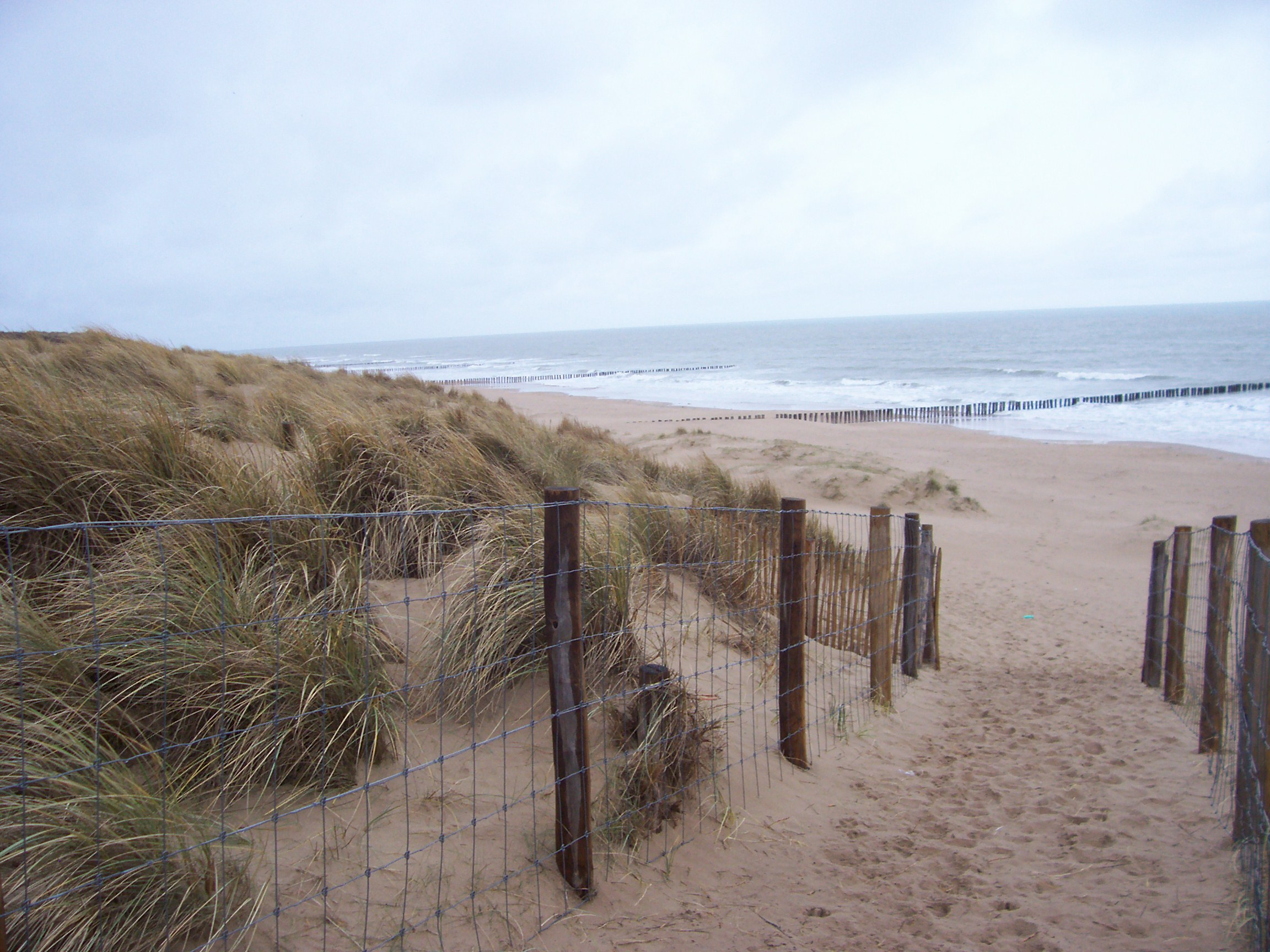
Blériot-Plage à Sangatte.

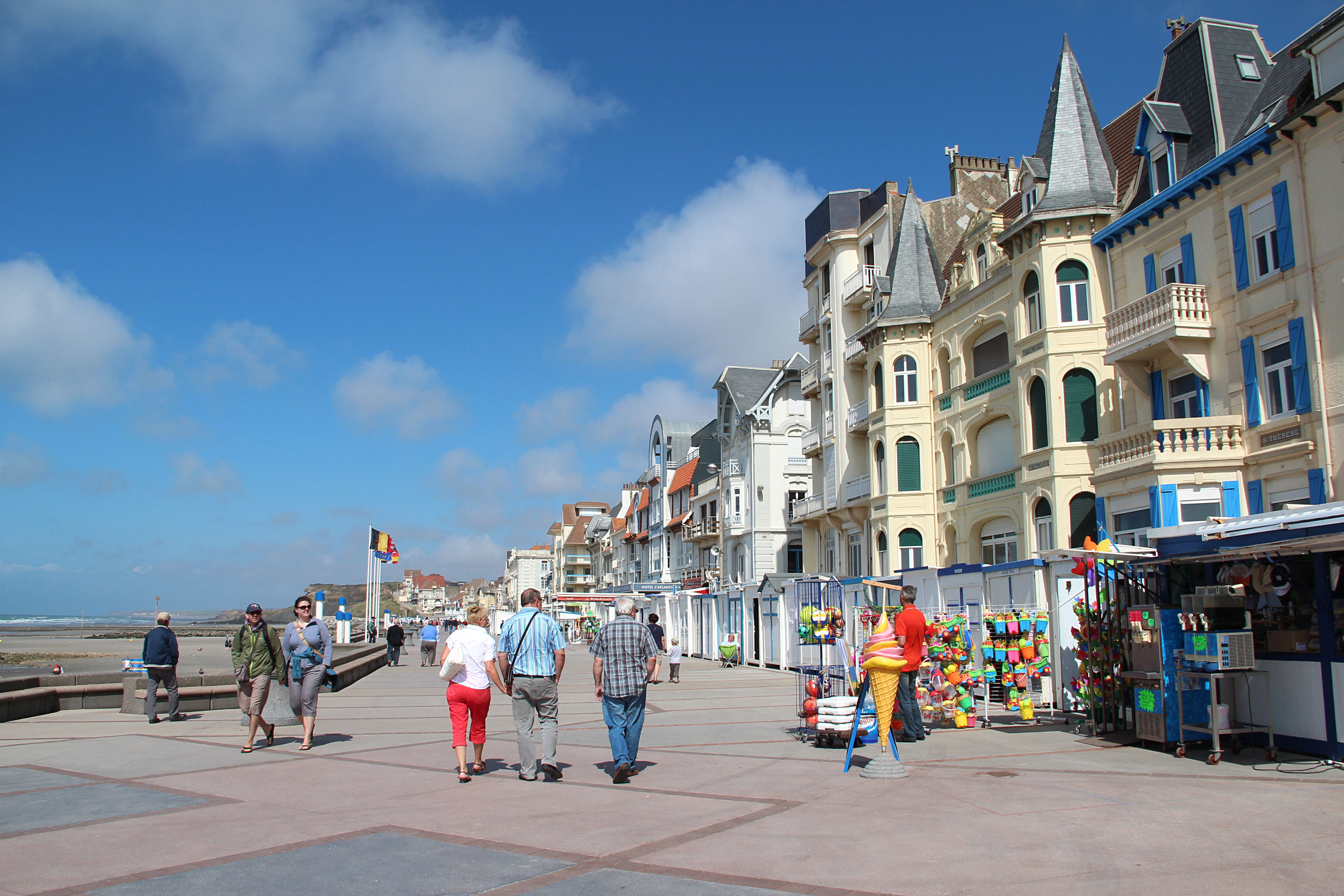
Digue de Wimereux.

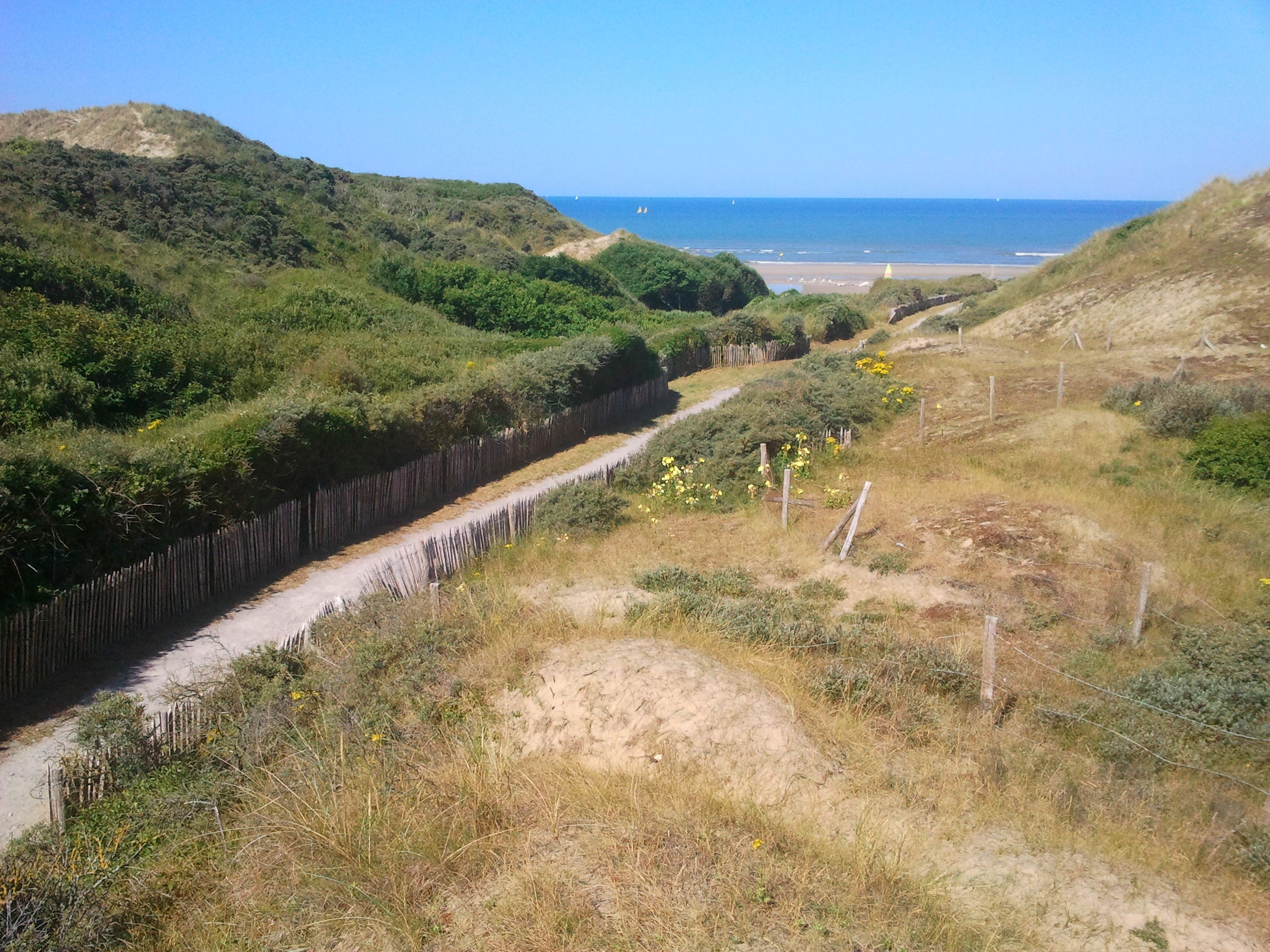
Chemin d'accès à la plage d'Écault.

Les différentes stations de la Côte attirent les estivants avec un large éventail d'activités ainsi qu'avec de nombreuses villes portuaires chargées d'Histoire. Des stations balnéaires s'égrènent de Bray-Dunes (au nord) à Berck (au sud) :
- Bray-Dunes (Dunes de Flandres)
- Zuydcoote (Dunes de Flandres)
- Leffrinckoucke (Dunes de Flandres)
- Malo-les-Bains (commune de Dunkerque) (Dunes de Flandres)
- Petit-Fort-Philippe (commune de Gravelines)
- Grand-Fort-Philippe
- Oye-Plage
- Marck
- Calais
- Blériot-Plage (commune de Sangatte)
- Escalles
- Wissant
- Ambleteuse
- Audresselles
- Wimereux
- Boulogne-sur-Mer
- Le Portel
- Équihen-Plage
- Écault (commune de Saint-Étienne-au-Mont)
- Hardelot-Plage (commune de Neufchâtel-Hardelot)
- Sainte-Cécile-Plage (commune de Camiers)
- Le Touquet-Paris-Plage
- Stella-Plage (commune de Cucq)
- Merlimont
- Berck

### Sites naturels

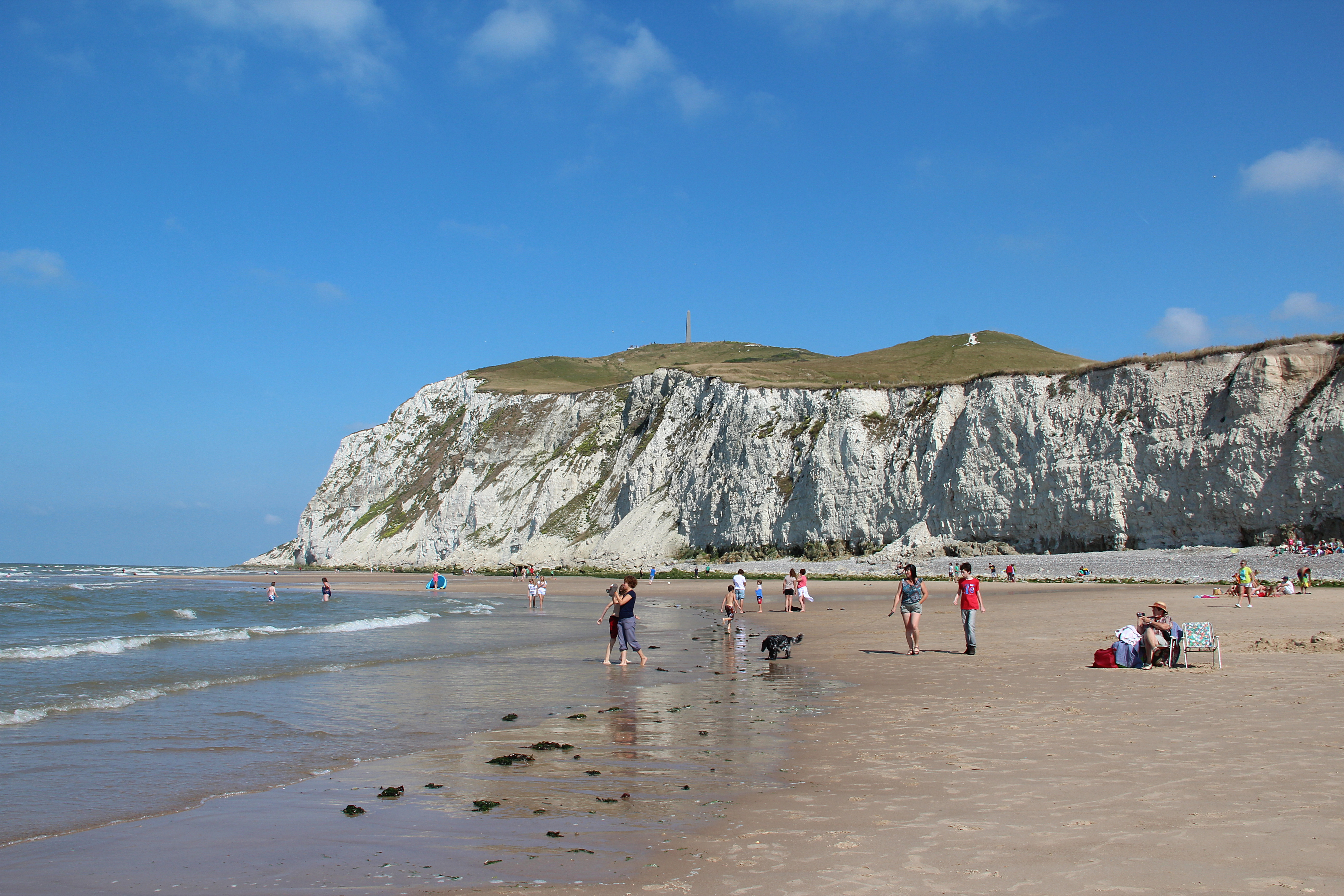
Le cap Blanc-Nez.

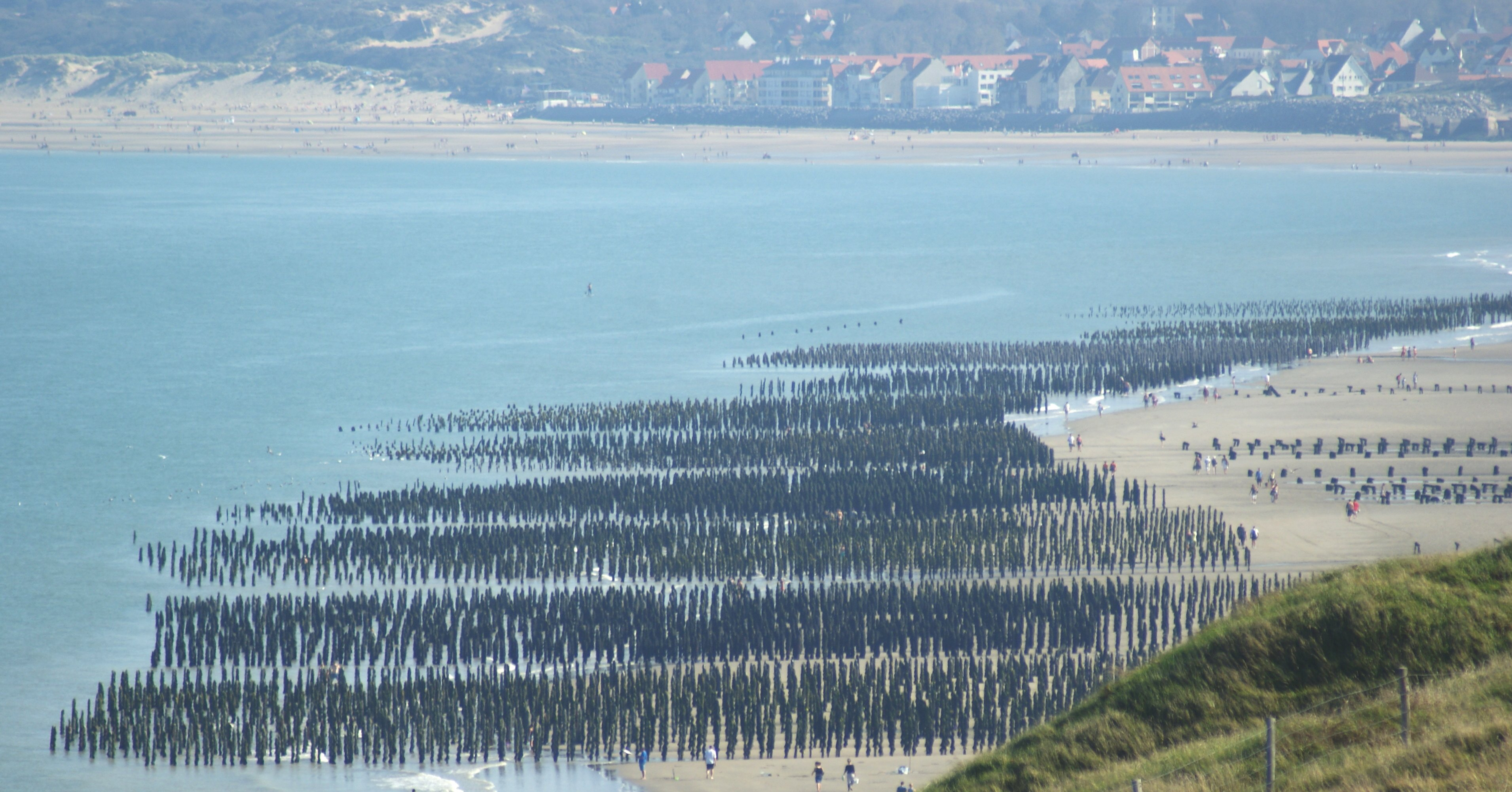
La baie de Wissant.

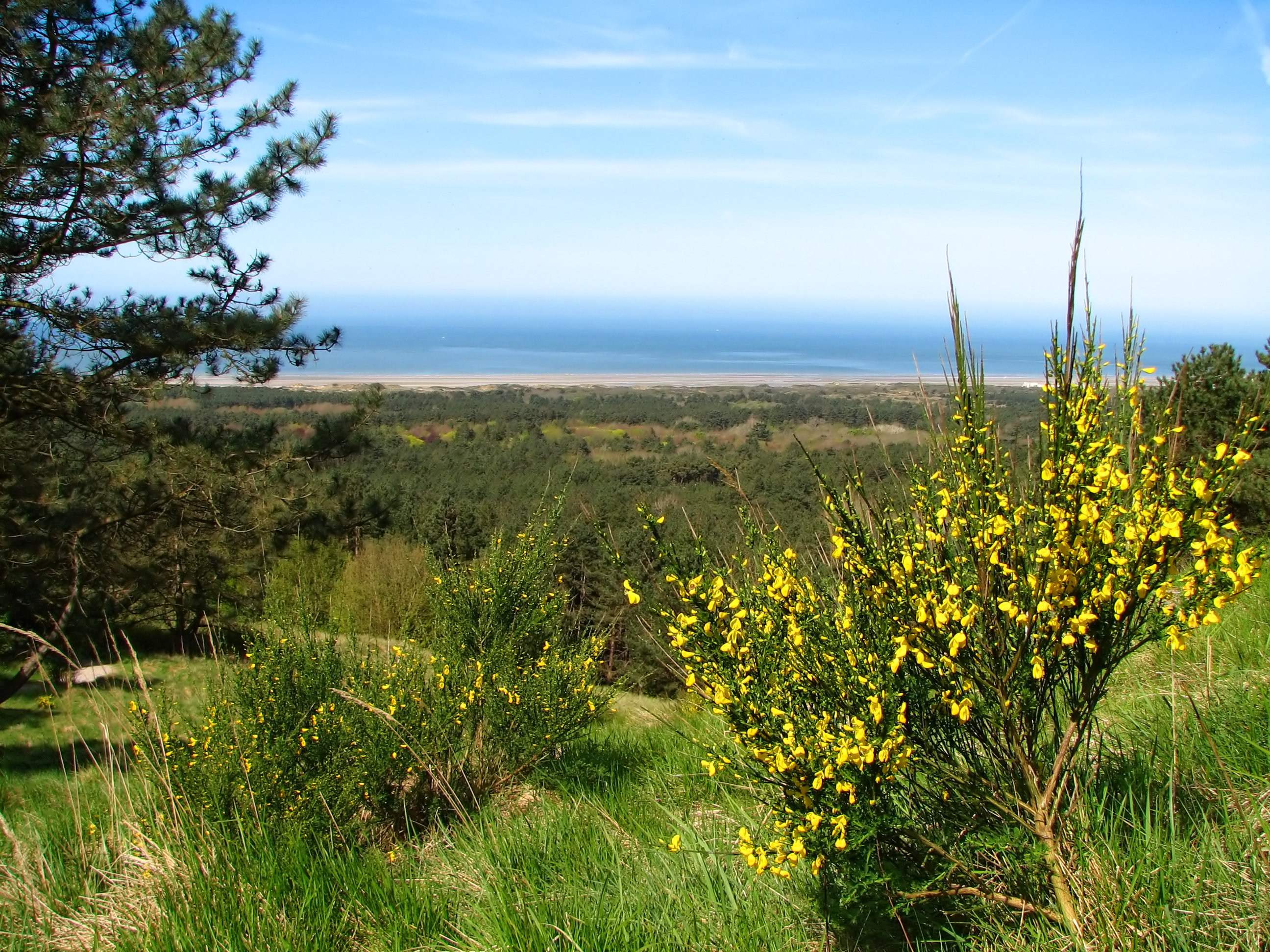
Vue du mont Saint-Frieux à Neufchâtel-Hardelot.

- Réserve naturelle nationale de la dune Marchand (Dunes de Flandres)
- Dune fossile de Ghyvelde (Dunes de Flandres)
- Réserve naturelle nationale du Platier d'Oye
- Cap Blanc-Nez
- Baie de Wissant
- Cap Gris-Nez
- Pointe aux Oies
- Pointe de la Crèche
- Cap d'Alprech
- Dunes d'Écault
- Forêt domaniale d'Écault
- Mont Saint-Frieux
- Réserve naturelle nationale de la baie de Canche
- Pointe du Touquet
- Forêt de la Côte d'Opale
- Baie d'Authie

(liste non exhaustive)

### Autres éléments touristiques

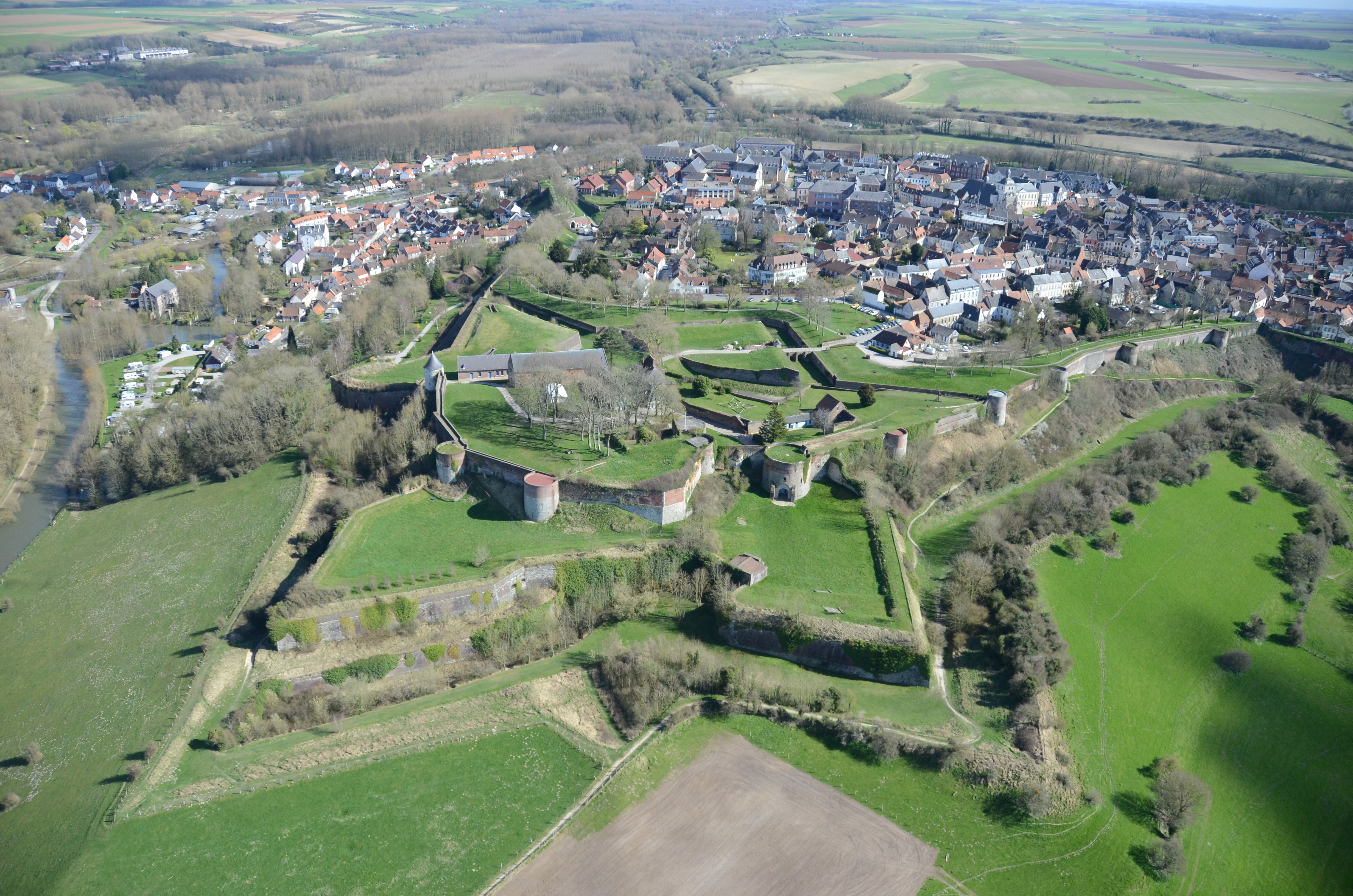
Montreuil et sa citadelle.

Outre ses plages et ses sites naturels, la Côte d'Opale abrite de nombreux sites touristiques attractifs. Le centre national de la mer, Nausicaá, situé à Boulogne-sur-Mer, est le site le plus visité de la région.
Sont présents également de nombreux monuments historiques, classés ou non : la ville fortifiée de Boulogne, la Colonne de la Grande Armée, la citadelle de Montreuil, les beffrois inscrits au patrimoine mondial de l'UNESCO de Boulogne, Calais et Dunkerque, ainsi que des châteaux, des forts en mer, des églises, des phares, etc.
De nombreuses activités sportives sont proposées sur la Côte d'Opale : golf, tennis, équitation, mais aussi beaucoup de sports nautiques (char à voile, cerf-volant, speed sail, kitesurf, canoë, etc). La zone compte également le parc d'attractions Bagatelle à Merlimont.

## Arts
Les paysages de la Côte d'Opale et sa lumière ont attiré à partir des années 1880 un grand nombre d'artistes de toutes origines : les historiens de l'art parlent d'une « école de peinture de la Côte d'Opale », mouvement qui englobe divers foyers ou colonies d'artistes installés sur cette côte et son arrière-pays, par exemple à Étaples, à Wissant ou Berck, entre autres.
Le premier foyer, dans la lignée des impressionnistes, voit s'installer le couple de peintres, Adrien Demont et Virginie Demont-Breton, en 1881 à Wissant. Ils accueillent des peintres venus de Douai et d'Arras, tels que Georges Maroniez, Henri Duhem, Félix Planquette, etc. Au village, viennent peindre des artistes parisiens comme Pierre Carrier-Belleuse ou Alexandre Houzé.
À partir de 1882, des artistes parisiens s'installent à Étaples : quelques décennies plus tôt, le peintre pionnier Charles-François Daubigny choisissait déjà ce lieu pour l'inspiration insufflée. Jusqu'en 1914, des dizaines d'artistes du monde entier choisissent de vivre dans cette ville côtière, formant une sorte de colonie d'artistes appelée « École des peintres d'Étaples » ou « Colonie artistique d'Étaples » (en anglais Etaples Art Colony). En mars 1900, la galerie Georges Petit inaugure à Paris la première exposition consacrée à cette école, regroupée sous le nom de « Société nouvelle des peintres et sculpteurs ».
Plus au sud, Berck attira des maîtres comme Eugène Boudin et Édouard Manet mais aussi Francis Tattegrain, Charles Roussel, Ludovic-Napoléon Lepic, Jan Lavezzari, Albert Besnard, Alexandre Nozal, Eugène Trigoulet, Georges Maroniez...

### Littérature
- Élisabeth Bourgois
- Michel Quint, auteur entre autres du livre qui a inspiré le film "Effroyables jardins"
- Nadine Ribault, dont les livres Festina Lente, Le vent et la lumière, Matière première et Carnets de la Côte d'Opale s'inscrivent dans les paysages de cette région.

### Peintres
Parmi les nombreux peintres inspirés par la région :
- Éric Alibert
- Maurice Boitel
- Carolus-Duran
- Eugène Chigot
- Édouard Lévêque
- William Turner, dont le tableau La plage de Calais à marée basse a fait l'objet d'un timbre postal.

### Photographes
- Pascal Morès

### Musiciens
- Richard Galliano
- Bruno Mursic
- Marc Gosselin
- Didier Lockwood
- Les Mauvaises Langues
- Raoul de Godewarsvelde
- Marcel et son orchestre

### Réalisateurs
- Julian Schnabel
- Bruno Dumont

## Festivités
- Festival de la Côte d'Opale
- Rencontres internationales de cerfs-volants de Berck
- Fête de la mer de Boulogne-sur-Mer
- Carnaval de Dunkerque
- Enduropale
- Le Trail de la Côte d'Opale

## Organisation politique et administrative
Le Pôle métropolitain de la Côte d'Opale regroupe 11 structures de coopération intercommunale : Communauté urbaine de Dunkerque, Communauté de communes des Hauts de Flandre, Communauté de communes de la Région d'Audruicq, Communauté d'agglomération du Pays de Saint-Omer, Communauté de communes du Pays de Lumbres, Communauté de communes Pays d'Opale, Communauté d'agglomération Grand Calais Terres et Mers, Communauté de communes de la Terre des Deux Caps, Communauté d'agglomération du Boulonnais, Communauté de communes de Desvres - Samer, Communauté d'agglomération des Deux Baies en Montreuillois, ainsi que des représentants du Conseil régional des Hauts-de-France, du Conseil départemental du Nord et du Conseil départemental du Pas-de-Calais.

### Guide
- DUHAMEL F., FARVACQUES C., BLONDEL C., DELPLANQUE S., CATTEAU E., GELEZ W., FRANCOIS R., PREY T., CHOLET J., BUCHET J., MASSARD O., 2017 – Guide des végétations littorales du nord-ouest de la France. Centre régional de phytosociologie agréé Conservatoire botanique national de Bailleul, 704 pages.